# Hotel Bavor
Hotel Bavor, dnes také jako Hotel Amber Bavor je název pro hotel ve Strakonicích. Nachází se na adrese Na Ohradě 31, na břehu řeky Otavy, v blízkosti bývalého obchodního domu Prior.

## Popis
Hotel má podobu věžového domu. Postaven byl jako panelový dům. Objekt má celkem osm pater, v nejvyšším se nachází terasa. Nápadné bylo rozčlenění jednotlivých panelů a barevná kombinace tmavě hnědé a bílé barvy na fasádě. Budova se stala rychle jednou z dominant Strakonic.
Přízemí hotelu je obloženo kabřincovou dlažbou. Nápadné jsou sešikmené prvky nad úrovní přízemí. Vchod k hotelu je zakryt prosklenou střechou a okolo hotelu se nachází kulové lampy typické pro přelom 80. a 90. let 20. století.
Hotel má kapacitu 77 pokojů a 133 lůžek, 49 pokojů je dvoulůžkových, 21 jednolůžkových a 7 apartmánů. Součástí hotelu byl také velký sál, dále restaurace, bar a kavárna.

## Historie
Příprava výstavby hotelu byla zahájena v roce 1986. Stavební práce byly zahájeny o rok později a hotel byl slavnostně dokončen a otevřen dne 24. května 1991. Původně se měl jmenovat podle města Mozyr v jižním Bělorusku, ale v souvislosti s politickými změnami v listopadu 1989 byl přejmenován na Hotel Bavor. Běloruské město bylo zvoleno proto, že tehdy bylo partnerským městem Strakonic. Jednat se mělo o velmi moderní ubytovací zařízení, které mělo ve Strakonicích zajistit nejvyšší úroveň ubytování.
Hotel byl provozován jako čtyřhvězdičkový, a v 90. letech 20. století si získal ve Strakonicích jistý věhlas. V roce 1997 se jeho vlastníkem stala společnost Amber Hotels. Po nějaké době se stal hotelem tříhvězdičkovým. Interiéry byly později modernizovány, hotel byl nicméně v roce 2013 uzavřen. Ještě v témže roce se v objektu uskutečnilo cvičení složek integrovaného záchranného systému. V provozu zůstal pouze hotelový bar. Okolí hotelu začalo postupně pustnout.
Důvodem pro uzavření hotelu byl jeho technický stav a nutnost rekonstrukce, ke které ovšem nedošlo.